# Dorvilleidae
Dorvilleidae ist der Name einer Familie winziger bis mittelgroßer Vielborster (Polychaeta), die in Meeren weltweit verbreitet sind und sich teils von Detritus, teils von Pflanzen, Kleintieren und Aas ernähren.

## Merkmale
Die Dorvilleidae haben einen schlanken und zylindrischen bis spindelförmigen Körper. Sie erreichen Längen von etwa 250 µm bei Neotenotrocha sterreri bis zu 10 cm bei Dorvillea australiensis, die ausgewachsen etwa 150 Segmente hat. Das kleine, halbkugelige bis näherungsweise kegelförmige Prostomium trägt dorsolateral ein Paar mehr oder weniger gegliederter Antennen und lateral ein Paar Palpen, doch können beide Paar Anhänge papillenartig reduziert sein oder selten ganz fehlen. Ebenso sitzt am Prostomium stets ein Paar undeutlicher Nuchalorgane, bis zu vier Augen, die bei manchen Arten fehlen, und manchmal eine Nackenpapille. Das Peristomium hat zwei Ringel ohne Tentakelcirren sowie ventral einen Mund mit zwei vorragenden seitlichen Lippen. Der ausstülpbare Pharynx hat chitinhaltige Kiefer: ventral ein Paar gerandete und vorn gezähnte, dunkle Mandibeln, dorsal Maxillen mit zahlreichen Zahnplatten in zwei bis vier Längsreihen, die hin und wieder ausgetauscht werden.
Die Parapodien sind einästig oder undeutlich zweiästig. Soweit vorhanden, haben die Notopodien zylindrische Cirrophoren, eine Acicula und dorsale Cirren, die näherungsweise kegelförmigen Neuropodien ebenso eine Acicula und ventrale Cirren. Die oberen Borsten der Neuropodien sind einfach, schlank und kapillarförmig oder aciculär, manchmal kurz gegabelt, die unteren Borsten der Notopodien sind zusammengesetzt mit kurzen bis langen Spreiten. Die Tiere haben keine Kiemen, doch gibt es segmentweise Querreihen von Cilien. Am Pygidium sitzt dorsal der After mit zwei bis vier Analcirren.
Die meisten Dorvilleidae haben Metanephridien und ein geschlossenes Blutgefäßsystem, wie es etwa bei Dorvillea sociabilis und Ophryotrocha puerilis untersucht worden ist. Die kleinsten Formen wie Apodotrocha progenerans haben dagegen Protonephridien und kein Blutgefäßsystem.

## Lebensraum
Die Dorvilleidae sind in Meeren weltweit von seichten Gewässern bis in die Tiefsee verbreitet. Die meisten Arten graben sich aktiv durch die marinene Sedimetnböden und scheiden dabei viel Schleim ab. Sie bewegen sich in der Regel recht mobil auf dem Substrat fort.
Einige ab 2009 entdeckte Arten, wie Ophryotrocha eutrophila und Ophryotrocha craigsmithi wurden auf Walstürzen gefunden, von deren hohem Angebot an Nährstoffen sie in ihrem sonst eher kargen Lebensraum profitieren. Auch die vier, im Jahr 2021, von Ravara, Wiklund & Cunha beschriebenen Arten; Ophryotrocha chemecoli, Ophryotrocha nunezi, Ophryotrocha geoffreadi und Parougia ougi wurden auf organischen Substraten auf dem Meeresboden gefunden.

## Entwicklungszyklus
Die meisten Dorvilleidae sind getrenntgeschlechtlich. Manchen Arten bilden zur Paarung schwimmende Epitoken mit vergrößerten Augen und zahlreicheren und längeren Borsten aus. Die Gameten werden bei diesen Arten wie den meisten Dorvilleidae ins freie Meerwasser entlassen, wo die Befruchtung stattfindet. Die Eier entwickeln sich über eine eher kurze pelagische Phase als Larve (Polytrocha und Nectochaeta). Einige kleinere Arten der Gattung Ophryotrocha sind Zwitter, die ihre Eier zur Befruchtung gegenseitig austauschen, in röhrenförmigen Eigelegen ablegen und durch Bebrüten dieser Kokons gemeinsame Brutpflege betreiben.

## Ernährung
Viele Dorvilleidae sind Detritusfresser oder Substratfresser, welche die organischen Bestandteile des verschluckten Sediments verdauen und die mineralischen Anteile unverändert ausscheiden. In diese Gruppe gehört Schistomeringos loveni, der sich aber wahrscheinlich auch in Kalkstein etwa von Korallenskeletten bohren kann. Andere Arten, insbesondere in der Gattung Ophryotrocha, kratzen mit ihren Kiefern Algen vom festen Substrat ab. Viele Arten der Dorvilleidae sind Fleischfresser oder Aasfresser. Alle Arten der Gattung Iphitime und manche in der Gattung Ophryotrocha leben als Kommensalen, eventuell auch als Parasiten in den Kiemenhöhlen oder auf dem Carapax von Zehnfußkrebsen.

## Gattungen
Zur Familie Dorvilleidae werden folgende Gattungen gezählt:
- Anchidorvillea Hilbig & Blake, 1991
- Apodotrocha Westheide & Riser, 1983
- Apophryotrocha Jumars, 1974
- Arenotrocha Westheide & von Nordheim, 1985
- Coelobranchus Izuka, 1912
- Coralliotrocha Westheide & von Nordheim, 1985
- Diaphorosoma Wolf, 1986
- Dorvillea Parfitt, 1866
- Eliberidens Wolf, 1986
- Enonella Stimpson, 1854
- Eteonopsis Esmark, 1878
- Exallopus Jumars, 1974
- Gymnodorvillea Wainwright & Perkins, 1982
- Ikosipodoides Westheide, 2000
- Ikosipodus Westheide, 1982
- Iphitime Marenzeller, 1902
- Mammiphitime Orensanz, 1990
- Marycarmenia Nunez, 1998
- Meiodorvillea Jumars, 1974
- Microdorvillea Westheide & Von Nordheim, 1985
- Neotenotrocha Eibye-Jacobsen & Kristensen, 1994
- Ophryotrocha Claparède & Mecznikow, 1869
- Ougia Wolf, 1986
- Parapodrilus Westheide, 1965
- Parophryotrocha Hartmann-Schröder, 1971
- Parougia Wolf, 1986
- Petrocha Westheide, 1987
- Pettiboneia Orensanz, 1973
- Pinniphitime Orensanz, 1990
- Prionognathus
- Protodorvillea Pettibone, 1961
- Pseudophryotrocha
- Pusillotrocha Westheide & von Nordheim, 1985
- Schistomeringos Jumars, 1974
- Veneriserva
- Westheideia Wolf, 1986

Manche Autoren wie Gregory Rouse und Fredrik Pleijel zählten die Gattungen Dinophilus, Apharyngtus und Trilobodrilus, aber auch Diurodrilus zu den Dorvilleidae, doch werden diese heute meist in die eigenen Familien Dinophilidae (erste drei Gattungen) und Diurodrilidae gestellt.